# Чернорез, Виктор Андреевич
Виктор Андреевич Чернорез (1910—1980) — генерал-лейтенант инженерно-технической службы (07.05.1960), Герой Социалистического Труда (1962).

## Биография
Виктор Чернорез родился 31 января 1910 года в селе Пески (ныне — в черте города Изюм Харьковской области Украины). Окончил два курса Ленинградского института точной механики и оптики. В 1932 году Чернорез был призван на службу в Советскую Армию. С отличием окончил Военную артиллерийскую академию имени Дзержинского. Служил на научно-испытательском полигоне авиационной техники (впоследствии — 4-е Управление ГК НИИ ВВС — Управление испытаний авиационного вооружения), был начальником испытательского отдела, заместителем по научно-испытательской части начальника управления. С 1947 года был заместителем по научно-исследовательской работе 71-го полигона ВВС в районе посёлка Багерово в Крыму, а с 1952 года — руководителем этого центра.
Центр Чернореза внёс большой вклад в отработку и внедрение в части Советской Армии новейшей ракетно-ядерной техники, обеспечивал авиацией большое количество ядерных испытаний (около 178).
Указом Президиума Верховного Совета СССР от 10 апреля 1962 года за «умелое руководство работой по освоению боевой техники» генерал-лейтенант Виктор Чернорез был удостоен высокого звания Героя Социалистического Труда с вручением ордена Ленина и медали «Серп и Молот».
В 1970 году в звании генерал-лейтенанта Чернорез вышел в отставку. Проживал в Москве по адресу: Новопесчаная улица, дом 11/6. Активно занимался общественной деятельностью. 

Могила Чернореза на Кунцевском кладбище.

Умер 8 июля 1980 года, похоронен на Кунцевском кладбище Москвы.
Лауреат Сталинской премии (1953). Был награждён двумя орденами Ленина (04.01.1954; 07.03.1962), тремя орденами Красного Знамени (03.02.1953; 03.11.1953; 11.11.1958), орденом Трудового Красного Знамени (22.02.1968), тремя орденами Красной Звезды (28.02.1944; 20.06.1949; 11.09.1956), медалями, в том числе «За боевые заслуги» (03.11.1944).